# Mehdi Khalil
Mehdi Khalil (tiếng Ả Rập: مهدي خليل, sinh ngày 19 tháng 9 năm 1991) là một cầu thủ bóng đá người Liban, đóng vai trò là thủ môn cho câu lạc bộ Ahed đang thi đấu tại Giải vô địch bóng đá quốc gia Liban và cho Đội tuyển bóng đá quốc gia Liban.

## Sự nghiệp quốc tế
Khalil đã ra mắt đội tuyển quốc gia trong trận hoà 0 – 0 trước Bahrain ngày 17 tháng 3 năm 2013. Đến nay anh đã có hơn 40 trận đấu cho đội tuyển.